# Попа, Аурелиан Октав
Аурелиан Октав По́па (рум. Aurelian-Octav Popa; род. 10 октября 1937, село Амара (Тамурка), ныне территория Новокапланского сельсовета, Арцизский район Одесской области, Украина) — румынский кларнетист, композитор и дирижёр.

## Биография
Окончил Бухарестскую консерваторию, ученик Думитру Унгуряну (кларнет) и Тибериу Олаха (композиция). В дальнейшем занимался также дирижированием в мастер-классе Серджиу Челибидаке в Трире. В 1959 году получил первую премию на международном конкурсе в рамках фестиваля «Пражская весна», в дальнейшем стал лауреатом ещё нескольких конкурсов, в том числе был удостоен второй премии Международного конкурса исполнителей в Женеве (1967, первая премия не была присуждена).
С 1962 года выступал в составе Бухарестского филармонического оркестра. Как солист впервые в Румынии исполнил многие произведения, в том числе концерт Аарона Копленда (с оркестром под управлением автора), сочинения Белы Бартока, Игоря Стравинского, Арнольда Шёнберга, Альбана Берга, Оливье Мессиана, Пауля Хиндемита, Артюра Онеггера, Дариуса Мийо, Витольда Лютославского и другие. Специально для Попы написан ряд произведений румынских композиторов, из которых наиболее значительна Соната для кларнета соло «Мэйастрэ» (1963, посвящена одноимённой скульптуре Константина Бранкузи) его учителя Олаха. По мнению специалистов, Попа занимает особое место в развитии музыки для кларнета в Румынии.
Среди записей Попы особым признанием пользовались концерты Карла Марии Вебера.
Как дирижёр Попа в 1989—1991 годах возглавлял Черноморский филармонический оркестр в Констанце.